# Selenops angelae
Selenops angelae là một loài nhện trong họ Selenopidae.
Loài này thuộc chi Selenops. Selenops angelae được J. A. Corronca miêu tả năm 1998.